# Списак националних химни
Ово је списак националних химни. Имена држава које више не постоје или нису независне државе, али и поред тога имају званичне химне су написане курзивом.
|  |  |  |  |  |  |  |  |  |  |  |  |  |  |  |  |  |  |  |  |  |  |  |  |  |  |  |  |  |  |

## А
| Абхазија                               | Аиааира (Победа) |
| Авганистан                             | Sououd-e-Melli |
| Азербејџан                             | Химна Азербејџана |
| Акадија                                | Ave Maris Stella (Звездо мора, поздрављамо Те!)                                                                                |
| Албанија                               | Hymni i Flamurit (Химна Застави)                                                                                               |
| Алжир                                  | Qasaman (Заветујемо се) |
| Америчка Девичанска Острва             | Virgin Islands March (Марш Девичанских Острва)                                                                                 |
| Америчка Самоа                         | Amerika Samoa |
| Ангола                                 | Angola Avante (Напред Анголо)                                                                                                  |
| Андора                                 | El Gran Carlemany (Велики Шарлмањ)                                                                                             |
| Антигва и Барбуда                      | Fair Antigua, We Salute Thee (Лепа Антигво, поздрављамо Те)                                                                    |
| Аргентина                              | Oid, Mortales (Чујте, Смртници!)                                                                                               |
| Аруба                                  | Aruba Dushi Tera (Аруба вредна земља)                                                                                          |
| Аустралија                             | Advance Australia Fair (Напредуј лепа Аустралијо)                                                                              |
| Аустрија                               | Land der Berge, Land am Strome (Земља планина, земља река)                                                                     |
| Б                                      | |
| Бангладеш                              | Amar Sonar Bangla (Мој златни Бенгал)                                                                                          |
| Барбадос                               | In Plenty and In Time of Need (У богатсву и времену нужде)                                                                     |
| Баскија                                | Eusko Abendaren Ereserkia (Химна Баскијске Отаџбине)                                                                           |
| Бахами                                 | March On, Bahamaland (Марширај напред, земљо Бахама)                                                                           |
| Бахреин                                | Bahraynuna (Наш Бахреин) |
| Белгија                                | La Brabançonne (Барбантова песма)                                                                                              |
| Белизе                                 | Land of the Free (Земља слободних)                                                                                             |
| Белорусија                             | Мы, беларусы (Ми, Белоруси) |
| Бенин                                  | L'Aube Nouvelle (Зора новог Дана)                                                                                              |
| Боливија                               | Bolivianos, el hado propicio (Боливијанци, пожељна судбина)                                                                    |
| Босна и Херцеговина                    | Интермецо, раније: Једна си једина                                                                                             |
| Боцвана                                | Fatshe leno la rona (Благословена била ова племенита земља)                                                                    |
| Бразил                                 | Hino Nacional Brasileiro (Бразилска национална химна)                                                                          |
| Бретања                                | Bro Goz ma Zadoù (Земља мојих Очева)                                                                                           |
| Брунеј                                 | Allah Peliharakan Sultan (Алах благословио Султана)                                                                            |
| Бугарска                               | Мила родино (Мила домовино) |
| Буркина Фасо                           | Une Seule Nuit (Само једна ноћ)                                                                                                |
| Бурунди                                | Burundi bwacu (Вољени Бурунди)                                                                                                 |
| Бутан                                  | Druk tsendhen (Краљевство Змаја Грома)                                                                                         |
| В                                      | |
| Валонија                               | Li Tchant des Walons (Земља Валонаца)                                                                                          |
| Вануату                                | Yumi, Yumi, Yumi (Ми, Ми, Ми)                                                                                                  |
| Ватикан                                | Inno e Marcia Pontificale (Понтификална химна и марш)                                                                          |
| Велс                                   | Hen Wlad Fy Nhadau (Стара земљо мојих очева)                                                                                   |
| Венецуела                              | Gloria al bravo pueblo (Слава храброј нацији)                                                                                  |
| Вијетнам                               | Tien Quan Ca (Марш на фронт)                                                                                                   |
| Г                                      | |
| Габон                                  | La Concorde (Слога) |
| Гамбија                                | For The Gambia Our Homeland (За Гамбију, нашу Отаџбину)                                                                        |
| Гана                                   | God Bless Our Homeland Ghana (Боже благослови нашу домовину Гану)                                                              |
| Гвајана                                | Dear Land of Guyana, of Rivers and Plains (Драга земљо Гвајане, река и планина)                                                |
| Гвинеја Бисао                          | Esta é a Nossa Pátrai Bem Amada (Ово је наша вољена земља)                                                                     |
| Гвинеја                                | Liberté (Слобода) |
| Гернзи                                 | Sarnia Cherie (Драги Гернзи)                                                                                                   |
| Гибралтар                              | Химна Гибралтара |
| Гренада                                | Hail Grenada (Поздрав Гренадо)                                                                                                 |
| Гренланд                               | Nunarput utoqqarsuanngoravit (Ти, наша древна земљо)                                                                           |
| Грузија                                | თავისუფლება / Ҭависуҧлеба (Слобода), раније: Dideba zetsit kurtheuls (Хваљен Небески Благосиљалац)                             |
| Грчка                                  | Imnos eis tin Eleftherian (Химна Слободи)                                                                                      |
| Гвам                                   | Stand Ye Guamanians (Устајте, Гваманци)                                                                                        |
| Гватемала                              | Guatemala Feliz (Гватемала, хваљена била!)                                                                                     |
| Д                                      | |
| Данска                                 | Цивилна: Der er et Yndigt Land (Ово је вољена земља) — Краљевска: Kong Kristian (Краљ Кристијан)                               |
| Доминика                               | Isle of Beauty, Isle of Splendour (Острво лепоте, Острво сјаја)                                                                |
| Доминиканска Република                 | Quisqueyanos valientes (Храбри синови Quisqueya)                                                                               |
| Ђ                                      | |
| Е                                      | |
| Египат                                 | Bilady, Bilady, Bilady (Отаџбино, Отаџбино, Отаџбино)                                                                          |
| Еквадор                                | Salve, Oh Patria (Поздрав, Отаџбино)                                                                                           |
| Екваторијална Гвинеја                  | Caminemos pisando las sendas (Утримо пут)                                                                                      |
| Салвадор                               | Saludemos la Patria orgullosos (Поносно поздравимо отаџбину)                                                                   |
| Еритреја                               | Ertra, Ertra, Ertra (Еритреја, Еритреја, Еритреја)                                                                             |
| Естонија                               | Mu isamaa, mu õnn ja rõõm (Моја отаџбина, мој понос и срећа)                                                                   |
| Етиопија                               | Whedefit Gesgeshi Woude Henate Ethiopia (Ступај напред, вољена мајко Етиопијо)                                                 |
| Ж                                      | |
| З                                      | |
| Замбија                                | Стој и певај, Замбијо, слободна и поносна                                                                                      |
| Зеленортска Острва (Капо Верде)        | Cântico da Liberdade |
| Зимбабве                               | Kalibusiswe Ilizwe leZimbabwe (Благословена нека је земља Зимбабве), раније: Ishe Komborera Africa (Боже благослови Африку)    |
| И                                      | |
| Израел                                 | Hatikvah (Нада) |
| Индија                                 | Jana-Gana-Mana (Ти владаш умовима свих људи)                                                                                   |
| Индонезија                             | Indonesia Raya (Велика Индонезија)                                                                                             |
| Ирак                                   | Краљевски поздрав Ирака, раније: Ardulfurataini Watan (Земља две Реке)                                                         |
| Иран                                   | Sorood-e Melli-e Jomhoori-e Eslami (Царски поздрав Ирана)                                                                      |
| Ирска                                  | Amhrán na bhFiann (војничка песма)                                                                                             |
| Исланд                                 | Lofsöngur (Песма хвале) |
| Источни Тимор                          | Pátria (Отаџбина) |
| Источни Туркистан                      | Марш Ујгура |
| Италија                                | Fratelli d'Italia — Inno di Mameli (Италијанска браћа — Мамелијева химна)                                                      |
| Ј                                      | |
| Јамајка                                | Jamaica, Land We Love (Јамајка, земља коју волимо)                                                                             |
| Јапан                                  | Кими Га Јо (Нека 1000 година владавине буду срећне)                                                                            |
| Јемен                                  | United Republic (Уједињена Република)                                                                                          |
| Јерменија                              | Mer Hayrenik (Наша Домовина)                                                                                                   |
| Јордан                                 | As-salam al-malaki al-urdoni (Нека поживи Краљ!)                                                                               |
| Јужна Осетија                          | Уарзон Ирыстон! (Вољена Осетијо!)                                                                                              |
| Јужна Кореја                           | Aegukka (Патриотска Химна) |
| Јужноафричка Република                 | Nkosi Sikelel iAfrica & Die Stem van Suid Afrika („Боже чувај Африку” и „Зов Јужне Африке” комбиноване)                        |
| К                                      | |
| Казахстан                              | Менің Қазақстаным (Мој Казахстан)                                                                                              |
| Кајманска Острва                       | Beloved Isles Cayman (Вољена Кајманска острва)                                                                                 |
| Камбоџа                                | Nokoreach |
| Камерун                                | Chant de Ralliement |
| Канада                                 | Цивилна: O Canada (О Канадо); Краљевска: God Save the King (Боже чувај Краља)                                                  |
| Каталонија                             | Els Segadors |
| Катар                                  | As Salam al Amiri |
| Квебек                                 | Gens du Pays (Људи Земље) |
| Кенија                                 | Ee Mungu Nguvu Yetu (Боже свог Стварања)                                                                                       |
| Кина (Династија Ћинг)                  | Gong Jin'ou (Пехар од сувог злата)                                                                                             |
| Кина (друго)                           | види: Историјске химне Кине |
| Кина, Народна Република                | Марш добровољаца |
| Кина, Република                        | Три принципа народа (званична), Песма дизања заставе (коришћена међународно)                                                   |
| Кипар                                  | Imnos eis tin Eleftherian (Химна Слободи)                                                                                      |
| Киргистан                              | Ак мөңгүлүү аска |
| Кирибати                               | Teirake kaini Kiribati (Устани Кирибати)                                                                                       |
| Колумбија                              | Oh Gloria inmarcesible (О, непресушна славо!)                                                                                  |
| Комори                                 | Udzima wa ya Masiwa (Заједница великих острва)                                                                                 |
| Конго, Демократска Република           | Debout Kongolaise (Устајте, Конгоанци)                                                                                         |
| Конго, Република                       | La Congolaise |
| Кореја                                 | види Северна Кореја и Јужна Кореја                                                                                             |
| Корзика                                | Dio vi Salve Regina (Химна Девици Марији)                                                                                      |
| Корнвол                                | Bro Goth Agan Tasow |
| Костарика                              | Noble patria, tu hermosa bandera (Племенита отаџбино, твоја лепа застава)                                                      |
| Куба                                   | La Bayamesa (Бајамска песма)                                                                                                   |
| Кувајт                                 | Al-Nasheed Al-Watani |
| Кукова Острва                          | God Defend New Zealand (Боже брани Нови Зеланд)                                                                                |
| Л                                      | |
| Лаос                                   | Pheng Xat Lao (Химна Народа Лаоса)                                                                                             |
| Лесото                                 | Lesotho Fatse La Bontata Rona                                                                                                  |
| Летонија                               | Dievs, svētī Latviju (Боже, благослови Летонију)                                                                               |
| Либан                                  | Koullouna Lilouataan Lil Oula Lil Alam (Сви ми за нашу Земљу, нашу Заставу и Славу)                                            |
| Либерија                               | All Hail, Liberia, Hail! (Сви поздравимо Либерију!)                                                                            |
| Либија                                 | Либија, Либија, Либија, претходна Allahu Akbar (Алах је највећи!)                                                              |
| Литванија                              | Tautiška Giesmė (Национална Песма)                                                                                             |
| Лихтенштајн                            | Oben am jungen Rhein (Високо над младом Рајном)                                                                                |
| Луксембург                             | Ons Hémécht (Наша Домовина) |
| Љ                                      | |
| М                                      | |
| Мадагаскар                             | Ry Tanindraza nay malala ô (О, наша вољена домовино)                                                                           |
| Мађарска                               | Isten áldd meg a magyart (Боже благослови све мађарско)                                                                        |
| Мајорка                                | La Balanguera (Балангуера) |
| Северна Македонија                     | Денес над Македонија (Данас над Македонијом)                                                                                   |
| Малави                                 | Mlungu salitsani malawi (Боже благослови нашу земљу Малави)                                                                    |
| Малдиви                                | Gavmii mi ekuverikan matii tibegen kuriime salaam (У националном јединству поздрављамо нашу нацију)                            |
| Малезија                               | Negara Ku (Моја земља) |
| Мали                                   | Pour L'Afrique et pour toi, Mali (За Африку и за тебе, Мали)                                                                   |
| Малта                                  | L-Innu Malti (Малтешка химна)                                                                                                  |
| Острво Ман                             | Arrane Ashoonagh Dy Vannin |
| Мароко                                 | Hymne Cherifien |
| Маршалска Острва                       | Forever Marshall Islands (Заувек Маршалска Острва)                                                                             |
| Маурицијус                             | Motherland (Отаџбина) |
| Мексико                                | Himno Nacional Mexicano (Мексиканци, на ратни поклич)                                                                          |
| Мјанмар                                | Gba Majay Bma (Волеђемо Бурму)                                                                                                 |
| Мозамбик                               | Patria Amada (Вољена Домовино), раније: Viva, Viva a FRELIMO                                                                   |
| Молдавија                              | Limba noastră (Наш језик) |
| Монако                                 | Hymne Monégasque (Химна Монака)                                                                                                |
| Монголија                              | Bügd Nairamdakh Mongol |
| Федеративне државе Микронезије         | Patriots of Micronesia (Патриоти Микронезије)                                                                                  |
| Н                                      | |
| Нагорно-Карабах                        | Ազատ ու անկախ Արցախ / Азат у анках Арҵах (Слободни и независни Арцах)                                                          |
| Намибија                               | Namibia, Land of the Brave (Намибија, земља храбрих)                                                                           |
| Науру                                  | Nauru Bwiema (Науру, наша домовина)                                                                                            |
| Немачка Демократска Република          | Auferstanden aus Ruinen (Из рушевина подигнута)                                                                                |
| Немачка                                | Das Lied der Deutschen, 3. строфа (Einigkeit und Recht und Freiheit) (Песма Немаца — 3. строфа „Једнакост и Правда и Слобода”) |
| Непал                                  | Ras Triya Gaan (Нека те слава окруни, храбри владару)                                                                          |
| Нигер                                  | La Nigerienne |
| Нигерија                               | Arise O Compatriots, Nigeria's Call Obey (Устаните браћо, послушајте Нигерије зов)                                             |
| Никарагва                              | Salve a ti, Nicaragua (Поздрав теби, Никарагва)                                                                                |
| Нова Шкотска                           | Farewell to Nova Scotia (Поздрав Новој Шкотској)                                                                               |
| Нови Зеланд                            | God Defend New Zealand, God Save the King (Боже брани Нови Зеланд — Боже спаси Краља)                                          |
| Норвешка                               | Ja, vi elsker dette landet (Да, ми волимо ову земљу)                                                                           |
| Њ                                      | |
| Њуфаундленд и Лабрадор                 | Ode to Newfoundland (Ода Њуфандленду)                                                                                          |
| О                                      | |
| Обала Слоноваче                        | L'Abidjanaise (Абиџанска песма)                                                                                                |
| Оландска Острва                        | Ålänningens sång (Песма Оланда)                                                                                                |
| Оман                                   | Султанова химна |
| П                                      | |
| Пакистан                               | Pak sarzamin shad bad (Благословена била света земља)                                                                          |
| Палестина                              | Fidai (Ратник) |
| Панама                                 | Himno Istmeño (Химна Земљоуза)                                                                                                 |
| Папуа Нова Гвинеја                     | O Arise, All You Sons (Устајте, Синови)                                                                                        |
| Парагвај                               | Paraguayos, República o Muerte (Парагвајци, Република или Смрт)                                                                |
| Перу                                   | Somos libres, seámoslo siempre (Слободни смо, будимо то заувек)                                                                |
| Пољска                                 | Mazurek Dąbrowskiego (Мазурка Дабровског)                                                                                      |
| Порто Рико                             | La Borinqueña |
| Португал                               | A Portuguesa (Португалска песма)                                                                                               |
| Р                                      | |
| Република Српска                       | Моја Република |
| Руанда                                 | Rwanda nziza |
| Румунија                               | Deşteaptă-te, române (Пробудите се, Румуни), раније: Trei culori (Три боје)                                                    |
| Русија                                 | Химна Руске Федерације, раније: Патриотска Песма и Боже чувај Цара                                                             |
| С                                      | |
| Самоа                                  | The Banner of Freedom (Стег Слободе)                                                                                           |
| Сао Томе и Принсипе                    | Independência total (Потпуна независност)                                                                                      |
| Саудијска Арабија                      | Aash Al Maleek (Нека живи Краљ)                                                                                                |
| Сахарска Арапска Демократска Република | Химна Сахарске Арапске Демократске Републике (Синови Сахаре)                                                                   |
| Св. Винсент и Гренадини                | St Vincent Land So Beautiful (Св. Винсент, тако лепа земља                                                                     |
| Св. Китс и Невис                       | Oh Land of Beauty (О, земљло лепоте)                                                                                           |
| Св. Лучија                             | Sons and Daughters of St. Lucia (Синови и кћери Свете Лучије)                                                                  |
| Свазиленд                              | Nkulunkulu Mnikati wetibusiso temaSwati (Господе Боже наш, благослови Свазије)                                                 |
| Северна Кореја                         | Achimŭn pinnara |
| Сејшели                                | Koste Seselwa (Уједини се, народе Сејшела!)                                                                                    |
| Сенегал                                | Pincez Tous vos Koras, Frappez les Balafons                                                                                    |
| Сијера Леоне                           | High We Exalt Thee, Realm of the Free (Високо те уздижемо, земљо слободних)                                                    |
| Сингапур                               | Majulah Singapura (Напред, Сингапуре)                                                                                          |
| Сирија                                 | Homat el Diyar (Чувари домовине)                                                                                               |
| Сједињене Америчке Државе              | The Star-Spangled Banner (Барјак искићен звездама)                                                                             |
| Словачка                               | Nad Tatrou sa blýska (Над Татрама сева)                                                                                        |
| Словенија                              | Zdravljica (Здравица); раније: Naprej zastava slave (Напред заставо славе)                                                     |
| Соломонова Острва                      | God Save Our Solomon Islands (Боже чувај наша Соломонова Острва)                                                               |
| Сомалија                               | Химна Сомалије |
| СФР Југославија                        | Хеј, Словени |
| Србија и Црна Гора                     | Хеј, Словени |
| Србија                                 | Боже правде |
| Судан                                  | Nahnu džund Allah džund el watan (Ми смо војска Бога и домовине)                                                               |
| Суринам                                | God zij met ons Suriname (Биже буди са нашим Суринамом)                                                                        |
| Т                                      | |
| Тајван                                 | види „Република Кина” |
| Тајланд                                | Цивилна: Phleng Chat — Краљевска: Phleng Sansasoen Phra Barami                                                                 |
| Танзанија                              | Mungu ibariki Afrika (Боже благослови Африку)                                                                                  |
| Татарстан                              | Химна Републике Татарстан |
| Таџикистан                             | Suudi mellii (Срећа Нације) |
| Того                                   | Salut à toi, pays de nos aïeux (Поздрав теби, земљо наших предака)                                                             |
| Тонга                                  | Koe Fasi Oe Tui Oe Otu Tonga                                                                                                   |
| Тринидад и Тобаго                      | Forged From The Love of Liberty (Скована од љубави ка слободи)                                                                 |
| Тувалу                                 | Tuvalu mo te Atua (Тувалу за Свемоћнога)                                                                                       |
| Тунис                                  | Ala Khallidi (Начини вечним) Himat Al Hima (Бранилац отаџбине)                                                                 |
| Туркменистан                           | Химна независног и неутралног Туркменистана                                                                                    |
| Турска                                 | İstiklâl Marşı (Марш независности)                                                                                             |
| Ћ                                      | |
| У                                      | |
| Уганда                                 | Oh Uganda, Land of Beauty (О Угандо, земљо лепоте)                                                                             |
| Узбекистан                             | Serquyosh hur o'lkam (Устани, слободна моја земљо)                                                                             |
| Уједињени Арапски Емирати              | Ishy Bilady |
| Уједињено Краљевство                   | God Save the King (Боже чувај Краља)                                                                                           |
| Украјина                               | Ще не вмерла Україна (Још је жива Украјина)                                                                                    |
| Уругвај                                | Orientales, la Patria o la tumba (Уругвајци, отаџбина или смрт!)                                                               |
| Ф                                      | |
| Фарска Острва                          | Tú alfagra land mítt (Фарска острва, моје највеће благо)                                                                       |
| Филипини                               | Lupang Hinirang (Вољена земљо)                                                                                                 |
| Финска                                 | Maamme/Vårt land (Наша земља)                                                                                                  |
| Фиџи                                   | God Bless Fiji (Боже благослови Фиџи)                                                                                          |
| Фландрија                              | De Vlaamse Leeuw (Фламански Лав)                                                                                               |
| Француска                              | La Marseillaise (Марсељеза) |
| Фризија                                | De âlde Friezen (Стари Фризијци)                                                                                               |
| Х                                      | |
| Хаваји                                 | Hawai'i Pono'i (Само Хавајско)                                                                                                 |
| Хаити                                  | La Dessalinienne |
| Холандија                              | Wilhelmus van Nassouwe (Вилхелм од Насауа)                                                                                     |
| Холандски Антили                       | Химна без назива |
| Хондурас                               | Tu bandera es un lampo de cielo (Твоја застава је светлост Неба)                                                               |
| Хрватска                               | Lijepa naša domovino (Лепа наша домовино)                                                                                      |
| Ц                                      | |
| Централноафричка Република             | La Renaissance (Поновно рођење)                                                                                                |
| Црна Гора                              | Ој, свијетла мајска зоро |
| Ч                                      | |
| Чад                                    | La Tchadienne |
| Чешка Република                        | Kde domov můj? (Где је мој дом?)                                                                                               |
| Чиле                                   | Himno Nacional de Chile (Чилеанска национална химна)                                                                           |
| Џ                                      | |
| Џерзи                                  | Ma Normandie (Моја Нормандија)                                                                                                 |
| Џибути                                 | Химна Џибутија |
| Ш                                      | |
| Швајцарска                             | Швајцарски псалм ( , фр. , итал. , ромн. )                                                                                     |
| Шведска                                | Цивилна: Ти древни, ти слободни (швед. ) — Краљевска: Краљевска химна (швед. )                                                 |
| Шкотска                                | Цвет Шкотске (енгл. ) |
| Шпанија                                | Краљевски марш (шп. ) |
| Шри Ланка                              | Мајка Шри Ланка (синх. ) |